# ポーレット島
ポーレット島（ポーレットとう 英語: Paulet Island）は、南極半島の北東端にある直径約1.6 kmの円形の火山島。20万羽以上のアデリーペンギンが棲息しており、亜南極の観光ツアーの定番の目的地になっている。船で訪れる観光客は年間5000人に達する。

## 地理
ダンディー島の南東4.8 kmに位置する。溶岩でできており、スコリア丘の頂上に小さなクレーターがある。地熱により島の一部は氷が溶けて地面が露出する。若い火山の形態を示し、1000年前まで火山活動が活発だったと考えられている。ジェイムズ・ロス島火山群に属する。

## 歴史
この島は、ジェイムズ・クラーク・ロスの率いるイギリス探検隊（1839年-1843年）によって発見され、ロス隊長がイギリス海軍提督のジョージ・ポーレット卿に献名した。
1903年、スウェーデン探検隊（Otto Nordenskiöld隊長）の船アンタークティック号は、この島の海岸から流れてきた氷にぶつかって沈んだ。

## 関連図書
本文の典拠ではないもの、発行年順。
発見の歴史
- Simpson, Alexander (1843) (英語). The Sandwich Islands: progress of events since their discovery by Captain Cook, their occupation by Lord George Paulet, their value and importance. ロンドン: Smith, Elder and Co. 2021年11月23日閲覧。 利用にはオックスフォード大学図書館サービス（英語）に登録が必要。書誌情報はTWLにてEBSCOhostの収載でーtを利用できる。OCLC 317690941。
- Judd, Gerrit P. "§12 The Paulet Episode". Dr. Judd, Hawaii's Friend: A Biography of Gerrit Parmele Judd (1803-1873)。ホノルル：ハワイ大学出版局、1960年（電子化は2021年）。ISBN 0824885082, 9780824885083、OCLC 1253314233。

火山
- 倉沢 一「南極の火山活動と火山岩の性質 (南極地球化学シンポジウム特集)」『南極資料』第58号、立川 : 国立極地研究所、1977年3月、p204-234。ISSN 0085-7289、NAID 110001183149、国立国会図書館書誌ID:1816981。
- Antarctica. シドニー：リーダーズ・ダイジェスト社、1985年、pp. 152–159.
- Child, Jack. Antarctica and South American Geopolitics: Frozen Lebensraum. ニューヨーク： Praeger  Publishers、1988年、pp. 69, 72。
- Le Masurier, W.E. ; Thomson, J.W. ; Smellie, John L. Paulet Island. アメリカ地球物理学連合、1990年。
- Stewart, Andrew. Antarctica: An Encyclopedia. ロンドン： McFarland and Co.、1990年 (2巻)、p 752。
- Fred G. Alberts（編集）Geographic Names of the Antarctic、ワシントンDC：NSF（アメリカ国立科学財団）、1980年。OCLC 1057460551。
- LeMasurier, W. E.; Thomson, J. W. （編） (1990). Volcanoes of the Antarctic Plate and Southern Oceans. アメリカ地球物理学連合. p. 512 pp. ISBN 0-87590-172-7

小説
- ハーマン・メルヴィル Typee A Peep at Polynesian Life During a Four Months' Residence in a Valley of the Marquesas, With Notices of the French Occupation of Tahiti and the Provisional Cession of the Sandwich Islands to Lord Paulet, and a Sequel, the Story of Toby. 1901年、Forgotten Books。ISBN 9780259651383, 0259651389、OCLC 1152258673。

旅行書
- ロンリープラネット（編）Antarctica: a Lonely Planet Travel Survival Kit、オークランド（カリフォルニア州）：ロンリープラネット出版、1996年、302頁。